# Vatica umbonata
 (mai 2023).
Si vous disposez d'ouvrages ou d'articles de référence ou si vous connaissez des sites web de qualité traitant du thème abordé ici, merci de compléter l'article en donnant les références utiles à sa vérifiabilité et en les liant à la section « Notes et références ».
Espèce
Classification phylogénétique
Statut de conservation UICN

 LC  : Préoccupation mineure
 Vatica umbonata est un petit arbre sempervirent de Malaisie péninsulaire, Bornéo et Philippines appartenant à la famille des Dipterocarpaceae.

## Répartition
Bords de rivière et dispersé dans les collines jusqu'à 1200 m de Pahang, Terengganu, Thaïlande, Bornéo et Palawan.